# Liste der Kulturdenkmäler in Marburg Gesamtanlage 4: Wilhelm-Roser-Straße/Augustenruhe
Die folgende Liste enthält die in der Denkmaltopographie ausgewiesenen Kulturdenkmäler auf dem Gebiet des Ortsteils Wilhelm-Roser-Straße/Augustenruhe der  Stadt Marburg, Landkreis Marburg-Biedenkopf, Hessen.
Hinweis: Die Reihenfolge der Denkmäler in dieser Liste orientiert sich an der Anschrift, alternativ ist sie auch nach der Bezeichnung oder der Bauzeit sortierbar.
Kulturdenkmäler werden fortlaufend im Denkmalverzeichnis des Landes Hessen durch das Landesamt für Denkmalpflege Hessen auf Basis des Hessischen Denkmalschutzgesetzes (HDSchG) geführt. Die Schutzwürdigkeit eines Kulturdenkmals hängt nicht von der Eintragung in das Denkmalverzeichnis des Landes Hessen oder der Veröffentlichung in der Denkmaltopographie ab.

Diese Liste ist Teil der Liste der Kulturdenkmäler in Marburg.

## Gesamtanlage 4: Wilhelm-Roser-Straße/Augustenruhe
| Bild            | Bezeichnung                                       | Lage | Beschreibung                                                                                          | Bauzeit        | Daten |
| --------------- | ------------------------------------------------- | --- | --- | -------------- | ----- |
| Bild gesucht BW | Gesamtanlage 4, Wilhelm-Roser-Straße/Augustenruhe | Marburg, Am Weinberg, Augustenruhe, Friedrich-Siebert-Weg, Gabelsbergstraße, Karmelitergasse, Wilhelm-Roser-Straße Lage | |                |       |
| Bild gesucht BW | Ehemaliges Verbindungshaus                        | Marburg, Am Weinberg 13 LageFlur: 36, Flurstück: 67/5                                                                   | | 1928/29        |       |
| weitere Bilder  | (Augustenruhe) Denkmal                            | Marburg, Ohne Anschrift LageFlur: 36, Flurstück: 97/11                                                                  | Obelisk zur Erinnerung an den Besuch der hessischen Kurprinzessin Auguste von Preußen am 13. Mai 1814 | 1814           |       |
| Bild gesucht BW | Eingangstor mit eisernem Gartenzaun, Stützmauern  | Marburg, Friedrich-Siebert-Weg 1 LageFlur: 36, Flurstück: 88/1                                                          | | 1896           |       |
| Bild gesucht BW | Wohnhaus, Gartenhaus                              | Marburg, Karmelitergasse 12 LageFlur: 36, Flurstück: 191/87, 85/1                                                       | | 1877 Baubeginn |       |
| Feuerwehrhaus   | Feuerwehrhaus                                     | Marburg, Wilhelm-Roser-Straße 7 LageFlur: 37, Flurstück: 315/26                                                         | Gebäude im Stadtviertel Grassenberg nördlich der Ketzerbach                                           | 1911           |       |
| Bild gesucht BW | Villa                                             | Marburg, Wilhelm-Roser-Straße 13 LageFlur: 36, Flurstück: 75/11                                                         | | 1896           |       |
| Bild gesucht BW | Wohnhaus, Sandsteinmauer                          | Marburg, Wilhelm-Roser-Straße 14 LageFlur: 37, Flurstück: 294/24                                                        | | 1885           |       |
| Bild gesucht BW | Wohnhaus, Sandsteinmauer                          | Marburg, Wilhelm-Roser-Straße 18 LageFlur: 37, Flurstück: 22/3                                                          | | 1868           |       |
| Bild gesucht BW | Villa                                             | Marburg, Wilhelm-Roser-Straße 23 LageFlur: 36, Flurstück: 72/20                                                         | | 1894           |       |
| Bild gesucht BW | Wohnhaus und Remise                               | Marburg, Wilhelm-Roser-Straße 24 LageFlur: 37, Flurstück: 291/18                                                        | | 1885           |       |
| Bild gesucht BW | Villa                                             | Marburg, Wilhelm-Roser-Straße 25 LageFlur: 36, Flurstück: 37/8                                                          | | 1903           |       |
| Bild gesucht BW | Villa                                             | Marburg, Wilhelm-Roser-Straße 27 LageFlur: 36, Flurstück: 160/37                                                        | | 1903/04        |       |
| Bild gesucht BW | Villa, Remise                                     | Marburg, Wilhelm-Roser-Straße 31 LageFlur: 36, Flurstück: 36/3                                                          | | 1905           |       |
| Bild gesucht BW | Wohnhaus                                          | Marburg, Wilhelm-Roser-Straße 32 LageFlur: 37, Flurstück: 19/1                                                          | | 1904           |       |
| Bild gesucht BW | Wohnhaus                                          | Marburg, Wilhelm-Roser-Straße 33a LageFlur: 36, Flurstück: 216/40                                                       | | 1938           |       |
| Bild gesucht BW | Wohnhaus                                          | Marburg, Wilhelm-Roser-Straße 34 LageFlur: 37, Flurstück: 17/1                                                          | | 1906           |       |
| Bild gesucht BW | Wohnhaus                                          | Marburg, Wilhelm-Roser-Straße 37 LageFlur: 36, Flurstück: 174/31                                                        | | 1911/12        |       |